# MC Maneirinho
Diogo Rafael Siqueira (Niterói, 7 de fevereiro de 1995), mais conhecido pelo seu nome artístico MC Maneirinho, é um funkeiro, rapper, cantor, compositor e produtor musical brasileiro. Ele ganhou notoriedade com seus hits lançados ao longo de sua carreira, incluindo "Chefe é chefe, né pai". MC Maneirinho é reconhecido por suas colaborações com grandes nomes do cenário musical brasileiro, como Filipe Ret, Dennis DJ, Xamã e MC Cabelinho, e por sua trajetória de sucesso no funk e trap.

## Infância e juventude
Diogo Rafael Siqueira nasceu em 7 de fevereiro de 1995 no Morro do Serrão, Niterói, Rio de Janeiro. Desde jovem, Diogo teve contato com a música através dos bailes funk realizados perto de sua casa. Aos 14 anos, ele começou a se interessar pelo mundo do funk, utilizando o computador de um vizinho para criar suas primeiras batidas como DJ e produtor musical.

## Carreira

### Início de Carreira, Sucesso com o Funk e Contrato com a Nadamal Records (2009–2022)
Diogo começou sua carreira musical em 2009 como DJ Diogo do Serrão, colaborando com artistas como Nego do Borel e Bonde das Maravilhas. Em 2013, ele decidiu seguir seu sonho de se tornar MC, lançando músicas que se tornaram hits e ganhando notoriedade no cenário musical. Entre seus sucessos estão "Chefe é Chefe, Né Pai" e "Que Saudade da Minha Ex".
Em 2016, MC Maneirinho foi indicado ao Grammy Latino pela música "Pra Todas Elas", em parceria com Anitta e DJ Tubarão. Ao longo dos anos, ele lançou diversos sucessos e colaborou com artistas como Filipe Ret, L7nnon, MC Cabelinho, Xamã e KayBlack.
Em 2020, MC Maneirinho foi intimado a depor sobre uma investigação de apologia ao crime, mas a investigação foi arquivada. Ele continuou a lançar músicas e projetos, enfrentando desafios e críticas, mas mantendo-se fiel às suas raízes e à sua arte.
Em 2022, ele se juntou ao casting da Nadamal Records, selo do seu amigo e parceiro Filipe Ret, lançando o álbum "Muita Onda" sob a nova gravadora, que possui hits como, “Na Onda”, “Santo Amaro” e “Blindado Por Deus”.

### Lançamentos Recentes e Reconhecimento (2023–presente)
MC Maneirinho continuou a lançar novos trabalhos, incluindo seu álbum "Relikias do Baile do Martins" em 2024. Ele é reconhecido por seu impacto na cena musical e por trazer um estilo autêntico e inovador ao funk e ao trap brasileiro, além de garantir ao artista uma indicação ao Grammy Latino.

## Características Musicais
MC Maneirinho costuma abordar temas como a realidade das comunidades, festas, relacionamentos e desafios sociais em suas músicas. Ele é conhecido por suas batidas contagiantes e letras que refletem sua vivência no Morro do Serrão. Maneirinho também destaca-se pela sua capacidade de se adaptar a diferentes estilos dentro do funk e do trap.

## Legado e reconhecimento
Ao longo de sua carreira, MC Maneirinho se estabeleceu como um dos principais nomes do funk e do trap no Brasil. Sua indicação ao Grammy Latino e suas colaborações com grandes artistas são testemunhos de seu talento e influência. Ele é visto como uma voz autêntica das comunidades e um exemplo de superação e sucesso na música.

## Discografia

### Singles e EP's
| Single                         | Data de lançamento |
| ------------------------------ | ------------------ |
| Todo Mundo Louco               | 2014               |
| Tamara (Caraca Cadê a Tamara?) | 2014               |
| Que Saudade Da Minha Ex        | 2015               |
| Chefe é Chefe Né Pai           | 2016               |
| É o Trem                       | 2018               |
| Mamãe Quero ir Pra Gaiola      | 2018               |
| Mais ou Menos Assim            | 2019               |
| Migué                          | 2020               |
| Debochando da Mídia            | 2020               |
| Na Onda Da Bala                | 2021               |
| Vivendo no Auge                | 2021               |
| Mão na Placa                   | 2021               |
| Pinote                         | 2022               |
| Na Onda                        | 2022               |
| Santo Amaro                    | 2022               |
| 7 Meiota                       | 2022               |
| Vizão de Cria 2                | 2023               |
| Filho do Vento                 | 2023               |
| Noronha                        | 2023               |
| Ai Calica                      | 2023               |
| Quadradinho de oito            | 2023               |
| Desce na Onda Pra Mim          | 2024               |
| Patricinha Mentirosa           | 2024               |
| Que Covardia                   | 2024               |
| Tudo Normal                    | 2024               |
| MACETE!                        | 2024               |

### Álbuns
| Álbum | Data de lançamento                             |
| ----- | ---------------------------------------------- |
| 2016  | DJ TUBARÃO apresenta: O Baile do Mc Maneirinho |
| 2019  | M9                                             |
| 2022  | MUITA ONDA                                     |
| 2024  | RELIKIAS DO BAILE DO MARTINS                   |

## Prêmios e indicações
1. MC Maneirinho foi indicado ao Grammy Latino em 2016 pela música "Pra Todas Elas", em parceria com Anitta e DJ Tubarão.
2. Grammy Latino 2024 pelo álbum “Relikias do Baile do Martins”[6][7]